# 高間省三
高間 省三（たかま しょうぞう、1848年（嘉永元年） - 1868年（慶応4年）8月1日（1868年9月16日））は、江戸時代末期（幕末）の広島藩士。戊辰戦争で活躍した。諱は正忠。

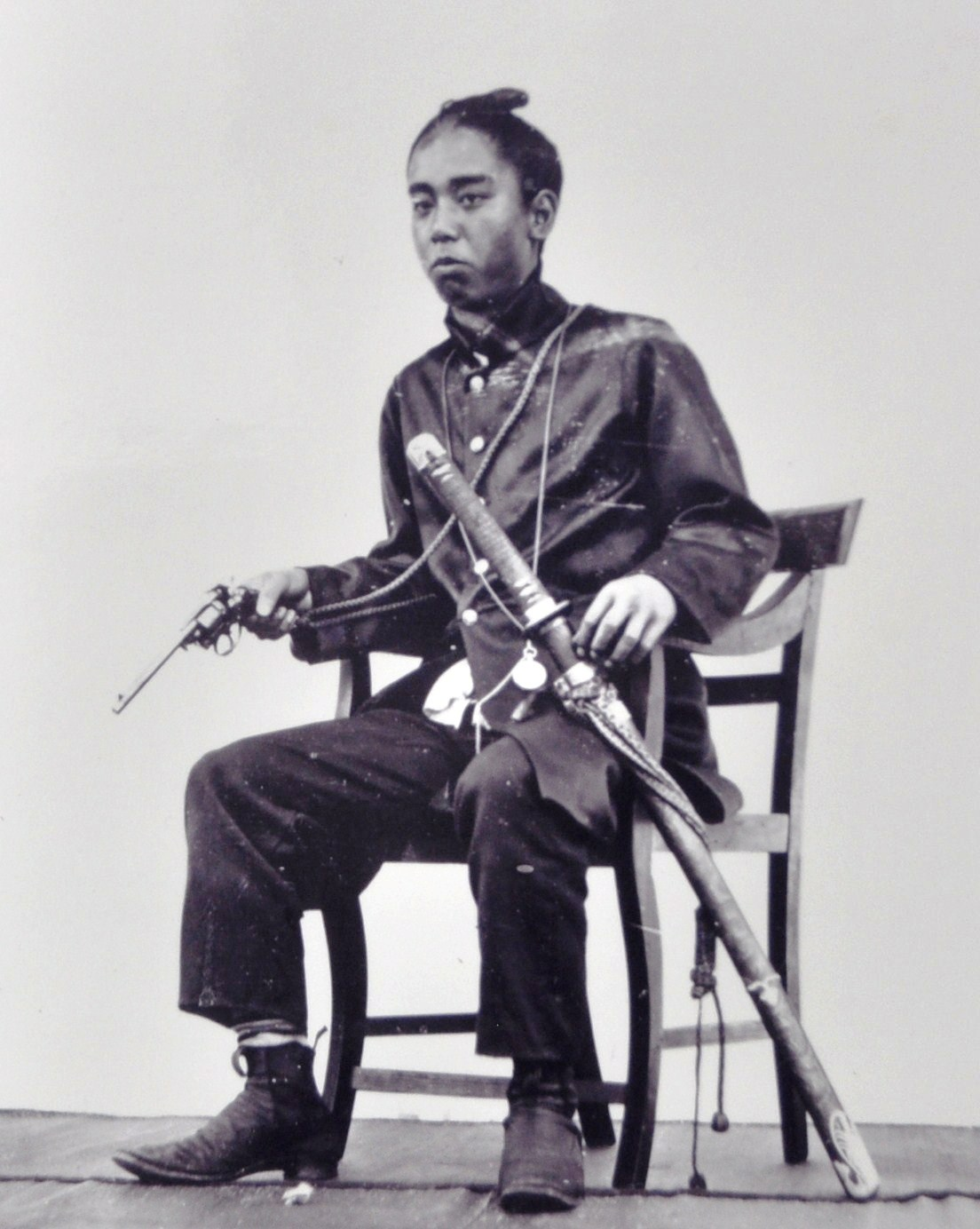
高間省三（広島護国神社蔵）

広島護国神社の筆頭祭神である。

## 生涯

### 出生
1848年（嘉永元年）、安芸広島藩士の砲術家高間寛八（多須衞）のもとに生まれる。
幼年期には「直太郎」と呼ばれていた。少年時代から、心意気、度量、発想などが人並みはずれて大きかった。小節（細かいこと）にはこだわらず、好んで大義を語る、目を引く存在だった。

### 学問所
1865年（慶応元年）3月、18歳のときに広島藩校学問所（現修道中学校・修道高等学校）に入学、植田兼山らに師事する。後に同藩校の助教になる。文武に優れた藩中きってのエリートで将来を嘱望される。
1866年（慶応2年）5月、第二次長州征伐の指揮を執るために広島に来ていた老中・小笠原長行の横暴に対して、学問所関係者の若手から反発が起きる。「老中を打ち取るべし」と決し、小笠原の暗殺を謀る。広島藩に建白した署名した55人の中に高間省三がいた。
同年10月、岡山・井原の一ツ橋家の興譲館（こうじょかん）へ遊学する。館長で著名な儒学者で開明派だった阪谷朗廬に学ぶ。

### 神機隊
1867年（慶応3年）秋に、薩長芸軍事同盟で、広島藩に神機隊が志和（東広島市）に発足すると、興譲館の遊学を切り上げて帰藩し、みずからの意志で入隊した。
父・高間多須衞から奥流の砲術を学ぶ。神機隊の志和練兵所で、農民出身の兵士たちと寄宿し、砲術訓練をおこなう。

### 戊辰戦争
1868年（慶応4年）正月に、京都で鳥羽伏見の戦争が起こる。広島藩には、備中・備後に出動せよとの朝命が出る。高間省三は指揮官の一人として出動し、2月に帰広した。
3月に神機隊320余人は奥州に出兵を決議する。藩主の聴許が下り、広島藩の豊安丸に便船して大坂に向かう。
高間省三は砲隊長として一隊の兵を率いていた。神機隊は大坂から京に入る。新政府から奥州応援の命令が下る。
閏4月、神機隊は江戸に向かう。江戸では泉岳寺などを宿舎とする。
5月15日、神機隊は上野彰義隊との戦いで、高間省三たちは飛鳥山に陣取り、彰義隊の落ち武者たちを斬獲（ざんかく）する。
5月末、神機隊に甲府城応援の命令がある。向かう途中で、振武軍（彰義隊から分裂した隊）の追討をおこなう。そして、甲府城を守る。
江戸への帰途、敵方が所沢駅で屯って掠奪すると聞いて、高間省三は馬で馳せて、その巣窟に入り、諭して降伏させ、武装解除をさせた。
7月、神機隊は奥州への派遣を要請し、出兵が認められる。
その後、神機隊は会津への最短の白河・会津ルートか、35里もある相馬・仙台藩へルートの選択で、奥羽越列藩同盟31藩の中軸である仙台藩と戦う平潟口を選んだ。
7月23日から26日まで、広野駅（宿場）で鳥取藩とともに戦う。23日から25日まで広野の新政府軍は神機隊と合わせると約600人の兵であり、同盟軍を相手に激戦となり、鳥取藩の砲隊長も死すほど、大勢の死傷者が出た。26日に長州藩兵と岩国藩兵が来援し、長州藩兵が同盟軍陣地に突入した結果同盟軍は潰走した。。その後も、神機隊は連日の転戦で、苦戦・善戦をくり返す。
7月28日は進みて冨岡駅に入る。千代岡原の敵兵は丘陵に3カ所の砲台を築いており、激しく弾丸が飛んできた。新政府軍は神機隊が僅かに砲1門を有していたに過ぎなかったため、苦戦したが長州藩兵が損害を出しながらも敵の堡塁に突っ込み、格闘の末これを攻め落としたため形成は新政府軍に有利となり、熊ノ町南方の関門を奪取することに成功した。
8月1日、第二次浪江の戦いが雨のなかで始まる。この地を攻め落とされると後がない相馬中村藩と新政府軍双方が死力を尽くした戦いになった。
前日（7月晦日）、省三は父親に、「皇国の興廃は今日にあり」と手紙をしたためる。高間省三はこの第二次浪江の戦いで 正面から顔に銃弾をうけて即死した。遺体は自性院（福島県・双葉町）に埋葬される。
戊辰戦争において戦没した高間以下78人を奉祀するため水草霊社（現広島護国神社）が創建された。
戦前の軍人の必携書であった『忠勇亀鑑 : 軍人必読』（軍人は武勇を尚ぶべし）において、高間は武勇に優れた軍人の代表として紹介される。忠勇亀鑑が戊辰戦争で取り上げた人物は高間省三ただひとりである。

## 高間省三の慰霊碑

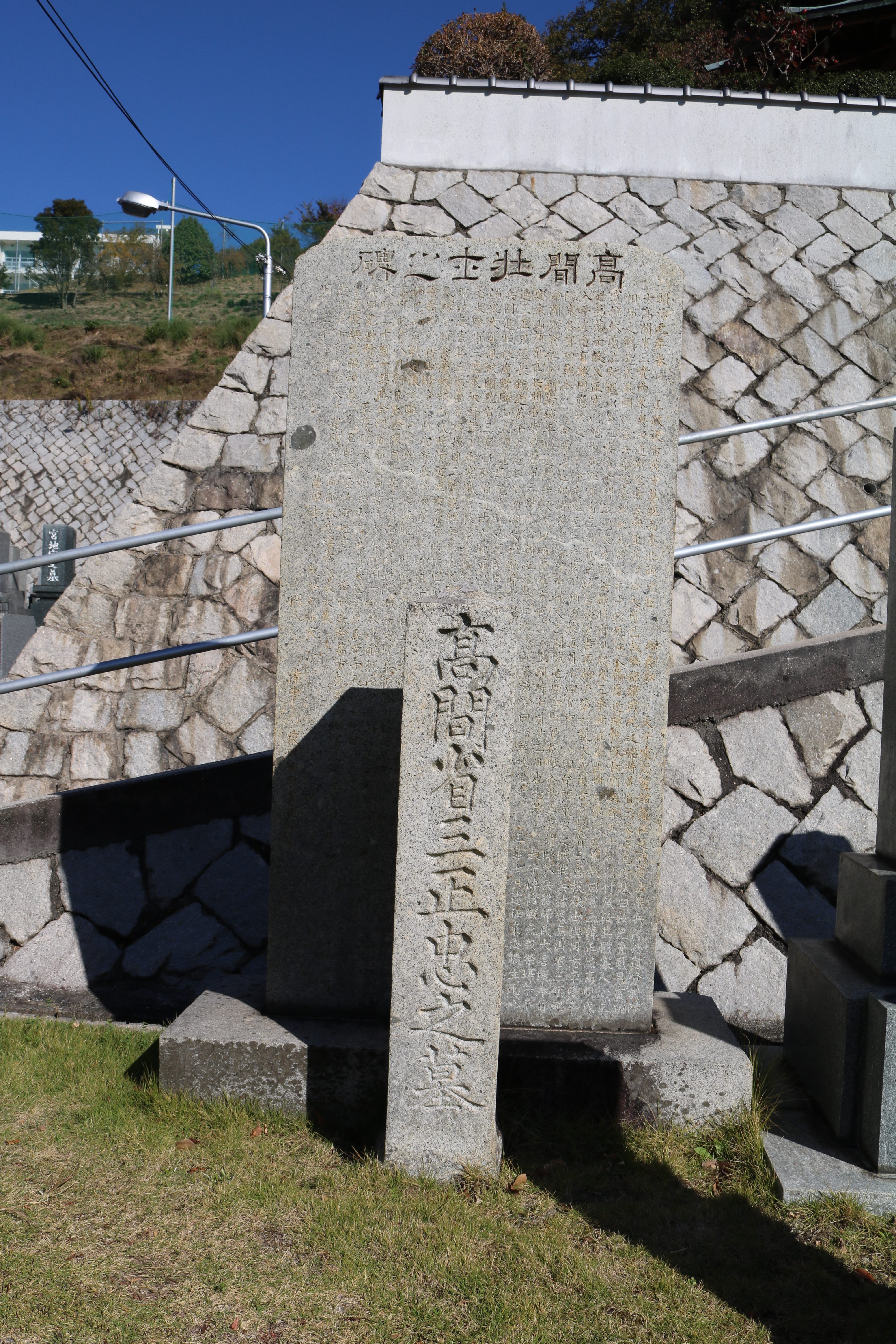
高間壮士之碑

広島城下・山根町の聖光寺に「高間壮士之碑」がある。明治3年の建立で、恩師・阪谷朗廬の撰文である（漢文）。
高間省三は、この日（慶応4年8月1日）に、大砲隊の部下らと盃を交わし、拳を闘わせて連勝したあと、能を優雅に舞いながら、「かならず敵の大砲三、四門は奪ってみせる」と謡いおわるや否や、大声一下、突撃を命じた。燃えさかる高瀬川の橋をみずから先頭に立って突破し、敵砲台ひとつを奪った（敵陣一番乗り）。そして次の砲台へと躍り込んだ。その刹那、顔面に敵弾を受けた。

## 高間省三の墓

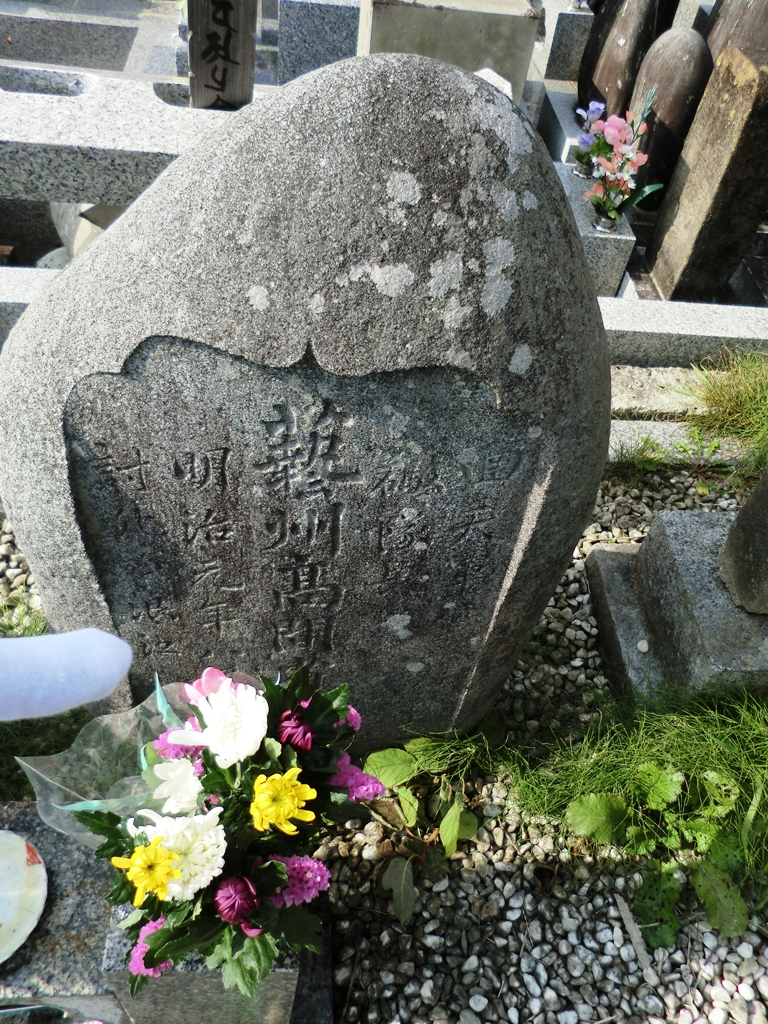
高間省三の墓：現在は福島・双葉町の自性院に眠る。

- 福島県双葉町の自性院

- 福島県浪江町の常福寺では西軍5名戦死供養塔

## 高間家の由来
- 高間家は、美濃国の守護土岐氏の末裔である。土岐氏21代の山城守定政が美濃において死去した後、その孫が大和国高間（奈良県御所市）に移り住んで、姓を高間と改めた。高間与一郎正之のときに浅野長政に仕えた[15]。
- 浅野長政（豊臣秀吉の五奉行の首座に列していた・太閤検地の奉行）時代は、奉仕順（旧浅野・臣録による）では第6位にあった。関ヶ原の戦いでは浅野家は徳川家康についたことから甲府、紀州和歌山、広島へと転封してくる[16]。
- 広島の浅野宗家の家臣団では、高間家は最古参に世臣である。8代高間正益に男子がなく、広島藩の御用人本役の千石取りだった奥勘十郎の第三子・多須衞（たすえ）が高間家に入って9代目を継いだ。高間多須衞は武具奉行を経て、八条原城の築城奉行、大監察になる。
- 高間省三はその多須衞の長男で、誉れ高い秀才だった。浅野家の藩主父子は高間省三の戦死を悼み、多須衞あてに個人の感謝状とともに50石の加増がおこなわれた。広島藩における戊辰戦争の従軍兵は、神機隊の他の諸隊を含めると2700人余り。生死を問わず、そのなかで最高の行賞である。
- 省三の弟の彌之助は明治時代に慶応義塾に学び、広島で英語教師、やがて民権運動家となり、上海で客死する。彌之助の長男・完（たもつ）は太平洋戦争で海軍中将になっている。